# Thierry Deleruyelle
Ausspracheⓘ
Thierry Deleruyelle (* 9. August 1983 in Arras) ist ein französischer Dirigent, Schlagzeuger und Komponist von Werken für Blasorchester und Brass Band.

## Biografie

### Jugend
Thierry Deleruyelle wurde in der nordfranzösischen Stadt Arras geboren, die über eine lebendige Musikszene verfügte. Durch das musikalische Umfeld, in dem er aufwuchs, entwickelte er bereits in jungen Jahren ein Interesse am Schlagzeugspiel. Während seiner Jugend war er in verschiedenen regionalen Ensembles aktiv, wo er sich sowohl als Interpret als auch als Komponist weiterentwickelte.
Deleruyelle erhielt seine musikalische Ausbildung am Conservatoire National Supérieur de Musique de Paris. Dort studierte er Schlagzeug, Harmonie, Kontrapunkt und Fuge.

### Karriere
Im Jahr 2016 debütierte er im Brassband-Repertoire mit der Komposition Fraternity, die im Auftrag der European Brass Band Championships entstand. Das Werk entwickelte sich schnell zu einem Standardwerk des Genres. 2017 wurde Fraternity zudem als Pflichtstück der British Open ausgewählt.
Deleruyelles Musik ist regelmäßig bei nationalen und internationalen Brassband-Wettbewerben zu hören. So wurde sein Werk Sand and Stars sowohl für die Niederländischen Brassband-Meisterschaften als auch für die British Open 2023 ausgewählt. Seine Komposition Crazy Twenties war das Pflichtstück bei den North American Brass Band Championships 2025. Deleruyelle erhielt die Auszeichnung‚ „Composer of the Year“ bei den 4barsrest Awards in den Jahren 2016, 2017, und 2023.
Neben seinen Arbeiten für Brassband hat Deleruyelle auch zahlreiche Werke für Blasorchester komponiert. Am 14. Juli 2023 wurde sein Stück Majesty während der Eröffnung der nationalen Militärparade auf den Champs-Élysées aufgeführt. 2024 gewann seine Komposition Heroes of Liberty den ersten Preis in einem Kompositionswettbewerb des französischen Verteidigungsministeriums.

## Werke

### Für Blasorchester
- Alliance Day
- Superjet
- The World of Sorcery
- Play for Fun !
- Talisman
- Buffalo Bill
- Chorale for Peace
- Black Gold
- Columbus
- Supernova
- Majesty
- Fraternity
- Lord of the Lake
- Compostela
- Little Tokyo Suite
- Keystone
- Cleopatra
- Eldorado
- Golden Peak
- Mexicana
- Tarjan
- Pop City
- Adventure Land
- Fields of Honour
- The Magic Book
- Sahara
- Children's Oak
- Atlantic Overture
- Merlin
- Statue of Liberty
- High Voltage
- Atlas Symphony
- The Heaven Tree
- Hymn to Freedom
- Colors of Time
- Wind Power
- Emperor
- The Order of the Temple

### Für Brass-Band
- Black Gold
- Superjet
- Chorale for Peace
- Lord of the Lake
- Majesty
- Snow Island
- Crazy Twenties
- Columbus
- Keystone
- Sand and Stars
- Compostela
- Dragonfly, Euphonium concerto
- Crossing Worlds, Kornett concerto
- No Man's Land
- Citadel's Destiny
- Lions of Legends
- Viking Age
- Fraternity

### Für Kammermusik und Solisten
- Horngold (tenorhorn und Klavier)
- Dragonfly (euphonium und Klavier)
- Crossing Worlds (kornett und Klavier)
- Kalaset (tuba und Schlagzeug)
- Cadenza Infernale (Solo pauken)
- Balalaïka (Marimba solo)
- Cyclone (Geige und Schlagzeug)
- Celero (Schlagwerkquartett)
- Face à Face (Vibraphon und Klavier)

### Originalprojekte
- 2024: Promethean – Show des Carolina Crown Drum and Bugle Corps (USA), basierend auf Fragmenten aus Fraternity.[15]
- 2019: Vox Eversio – Show des Santa Clara Vanguard Drum Corps (USA), basierend auf Fragmenten aus Fraternity.[16]

## Preise und Auszeichnungen
- 2025: Verliehen mit der Goldmedaille der Stadt Arras als Anerkennung seines internationalen Rufs als Komponist und Dirigent.[17]
- 2024: 1. Preis, Kompositionswettbewerb des französischen Verteidigungsministeriums (Heroes of Liberty)[18]
- 2023: Test Piece of the Year – 4barsrest Awards (Sand and Stars)[11]
- 2017: Test Piece of the Year – 4barsrest Awards (Fraternity)[10]
- 2016: Test Piece of the Year – 4barsrest Awards (Fraternity)[9]
- 2016: Newcomer of the Year – 4barsrest Awards[19]
- 2009: 1. Preis – Haize Berriak Kompositionswettbewerb (Spanien)[20]